# François Villon
François Villon (AFI: [fʁɑ̃swa vijɔ̃]), pseudonimo di François de Montcorbier, oppure François de Loges o François Corbeuil (Parigi, 8 aprile 1431 – ... scomparso l’8 gennaio 1463) è stato un poeta francese.
Studente dell'Università di Parigi, laureatosi alla facoltà di Lettere a 21 anni, in un primo tempo condusse al Quartiere latino una vita allegra da studente indisciplinato. Divenuto chierico come studente di teologia, ricevette gli ordini minori, ma riprese la sua vita disordinata: per cinque volte fu arrestato per episodi di malavita, fino a essere condannato a morte, ma riuscì sempre a farsi rilasciare. La sua vita, in parte misteriosa, è da sempre oggetto di varie speculazioni, anche originali.
Si sa, da documenti ritenuti dai più attendibili, che a 24 anni uccise un prete in una rissa a causa di una donna, molto probabilmente per autodifesa, e fuggì da Parigi per sottrarsi all'arresto e al processo sotto il falso nome di Michel Mouton. Amnistiato, dovette esiliarsi nuovamente l'anno successivo, dopo lo svaligiamento del Collège de Navarre assieme ad alcuni complici. Accolto a Blois alla corte di Carlo d'Orléans, il principe poeta, non riuscì a farvi carriera; condusse allora una miserabile vita errante, sulle strade. Imprigionato a Meung-sur-Loire, liberato all'avvento di Luigi XI, ritornò a Parigi dopo sei anni d'assenza. Nuovamente arrestato dopo una rissa, cui aveva preso parte marginalmente, ma in cui era stato ferito un notaio, fu condannato all'impiccagione come recidivo. Dopo l'appello, il Parlamento cassò il giudizio, ma lo bandì e lo esiliò per dieci anni dalla città. Aveva allora 30-31 (o forse 32) anni; a quel punto se ne persero completamente le tracce, non potendosi ricostruire una sua possibile vita ulteriore a causa della totale mancanza di documenti originali che l'attestino.
Villon non conobbe una celebrità immediata. Le Lais ("Il lascito"), poema giovanile, e Le Testament ("Il testamento"), sua opera principale, furono stampati a partire dal 1489, quando Villon avrebbe avuto circa 58 anni, se fosse stato ancora in vita. Trentaquattro edizioni si susseguirono fino alla metà del XVI secolo.
Le uniche fonti contemporanee di cui si dispone circa la sua vita, oltre alle sue opere, sono sei documenti amministrativi relativi ai processi cui fu sottoposto, scoperti da Marcel Schwob a fine Ottocento. È quindi necessario – nell'analizzare la complessa figura di questo poeta – separare i fatti stabiliti con una certa attendibilità dalla «leggenda Villon», che ben presto prese vita, alimentata dall'autore medesimo attraverso la sua produzione letteraria e fatta, a seconda delle epoche, d'immagini differenti: dal burlone truffatore al poeta maledetto..
La sua opera non è di facile comprensione senza note o commenti. La sua lingua non è sempre accessibile. Le allusioni alla Parigi del suo tempo e la sua arte del doppio senso e dell'antifrasi rendono spesso difficili i suoi testi, sebbene l'erudizione contemporanea abbia chiarito molte delle sue oscurità. In carcere scrisse le sue opere maggiori.
Nelle parole di Charles Augustin Sainte-Beuve, uno dei maggiori critici letterari del XIX secolo, Villon può essere considerato
La sua opera più conosciuta è La ballata degli impiccati (Ballade des pendus 1462; tuttavia, il titolo autentico di questo testo, come risulta dai manoscritti, è L'Épitaphe Villon).
Villon ebbe grande notorietà nel XVI secolo, quando le sue opere furono raccolte e pubblicate da Clément Marot. Il famoso verso «Mais où sont les neiges d'antan?» («Dove sono le nevi di un tempo?», una tipica domanda retorica da ubi sunt), tratto dalla Ballata delle dame del tempo che fu, è probabilmente uno fra i più tradotti e citati della letteratura.

## Biografia
Della vita di Villon, nonostante la voluminosa biografia pubblicata nel 1982 da Jean Favier, non si sa in definitiva molto, eccetto che nacque a Parigi da umile famiglia, probabilmente l'8 aprile del 1431 (la data di nascita è comunque controversa che traballa tra il 1431 e il 1432); quella di morte, poi, è addirittura sconosciuta, poiché dopo i 31 anni non si hanno notizie certe sulla vita del poeta.

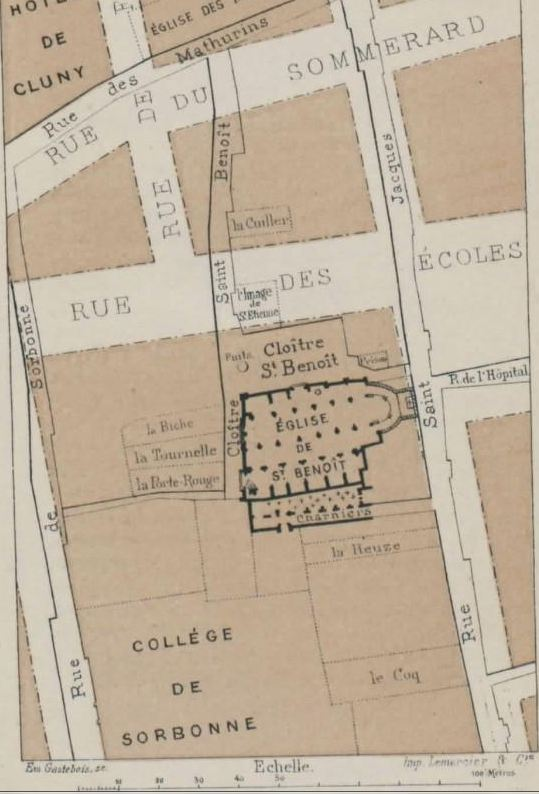
Saint-Benoît-le-Bétourné.
Villon aveva la sua stanza nella casa di mastro Guillaume de Villon, alla Porta Rossa, nel chiostro di Saint-Benoît.
Nel dicembre 1456, mentre scriveva i suoi Lais prima di lasciare Parigi, egli sentì la campana della Sorbona suonare il coprifuoco dell'Università:
J'oïs la cloche de Serbonne,
Qui toujours a neuf heures sonne

J'oïs la cloche de Serbonne,

Qui toujours a neuf heures sonne

### La prima giovinezza
Nato nel 1431, sotto l'occupazione inglese, orfano di padre, fu affidato dalla madre, povera donna analfabeta e pia – per cui avrebbe poi scritto una delle sue più famose ballate:
Femme je suis povrette et ancienne,

Qui riens ne scay; oncques lettre ne leus
a un benefattore, mastro Guillaume de Villon (del quale avrebbe più tardi assunto il nome, nel 1456), cappellano di Saint-Benoît-le-Bétourné, chiesa sul ciglio della popolosa rue Saint-Jacques, nei pressi del Collège de Sorbonne, nel cuore del quartiere universitario, così chiamata perché il suo coro, mal realizzato, in origine non era orientato a est, bensì a ovest.
Il suo tutore
Qui m'a esté plus doulx que mere

A enfant levé de maillon (privato delle fasce)
era una personalità importante nella comunità di Saint-Benoît. Laureato in Lettere (Maitre ès art), baccelliere in diritto, titolare di una delle cappelle e beneficiario dei relativi introiti (possedeva varie case, che concedeva in fitto), era anche docente di diritto e rappresentava la comunità come procuratore. Le sue conoscenze e il suo credito aiutarono Villon a tirarsi fuori da «molte agitazioni». S'incaricò della sua istruzione primaria; poi, quando ebbe all'incirca vent'anni, lo mandò a studiare alla Facoltà di Lettere (faculté des Arts) di Parigi, affinché accedesse allo status privilegiato di chierico. All'epoca v'erano quattro facoltà a Parigi: Teologia, Diritto (Decret), Medicina e Lettere (Arts); quest'ultima serviva da introduzione alle prime tre, dette "superiori". Nel 1449, Villon ottenne il baccalauréat, primo grado della faculté des Arts, e nel 1452, a 21 anni, il secondo grado, la Maîtrise ès arts, che fece di lui un chierico, Dominus Franciscus de Montcorbier (è questo il titolo iscritto sul registro dell'Università) portatore di tonsura; può così godere di un beneficio ecclesiastico e accedere alle altre facoltà. Non ci sono notizie certe sulle sue attività tra il 1452 e il 1455. All'epoca l'Università di Parigi era un vero e proprio Stato con numerosi privilegi (i suoi membri potevano essere giudicati solo da un tribunale ecclesiastico). I chierici comprendevano quasi tutta la nazione intellettuale, ma i diplomati, troppo numerosi, vivevano nella miseria e prendevano cattive strade: era anche la classe per eccellenza degli scapestrati e talvolta dei vagabondi. L'epoca in cui Villon studiava era un periodo di grandi turbolenze universitarie, nel contesto di un contrasto tra l'Università (che sostenne prima i borgognoni, poi gli Inglesi) e il re Carlo VII di Francia. I disordini studenteschi si moltiplicavano. Ci furono scontri con la polizia, fino a giungere, tra il 1453 e il 1454, alla soppressione pura e semplice dei corsi, dovuta a un lungo sciopero dei docenti. Villon trascurò allora i suoi studi (probabilmente studiava teologia, aspirando a un titolo più alto rispetto a quello di maître es-arts) per affrontare l'avventura. Più tardi avrebbe parlato con rimpianto di quest'epoca nel suo Testament:
Bien sçay, se j'eusse estudié

Ou temps de ma jeunesse folle

Et a bonnes meurs dedié,

J'eusse maison et couche molle.

Mais quoy ! je fuyoië l'escolle

Comme fait le mauvaiz enffant

En escripvant cette parolle

A peu que le cueur ne me fent !
Attorno a Saint-Benoît, tra le famiglie dei canonici imparentati coi borghesi parigini che esercitavano cariche nell'amministrazione delle finanze, al Parlamento e allo Châtelet (conosce di persona il prevosto di Parigi, Roberto VII d'Estouteville, e sua moglie), frequentava chierici di buona famiglia, ma scapestrati, più fortunati di lui, coloro che più tardi definì i «gracieus galans»,
Si bien chantans, si bien parlans,

Si plaisans en faiz et en dis.
come Regnier de Montigny, parente di due canonici di Saint-Benoît, e Colin de Cayeux, che sarebbero stati in seguito impiccati, o Guy Tabarie, che più tardi avrebbe denunciato il furto al Collège de Navarre.

### Prime opere e primi misfatti
Il 5 giugno 1455, sera del Corpus Domini, avvenne l'episodio che gli cambiò la vita: Villon uccise un prete in una rissa. L'avvenimento è storicamente provato, grazie alle narrazioni contenute nelle lettere di condono che il poeta ottenne nel gennaio del 1456 (le quali tuttavia le riprendono nei termini delle sue suppliche, dunque nella propria versione dei fatti). Seduto con un prete di nome Giles e una donna chiamata Isabeau su una panca in pietra di Saint-Benoît nella rue Saint-Jacques, Villon venne aggredito, per ragioni ignote, da un altro prete, Philippe Sermoise (o Chermoye, o Sermaise), che a sua volta era in compagnia di un bretone, il maître ès-Arts Jean le Hardi. Sermoise estrasse per primo la daga che portava sotto il mantello e lo colpì al viso, fendendogli il labbro. Per evitare il furore del prete che lo inseguiva, Villon estrasse a sua volta la daga e la infisse nell'inguine del suo aggressore; inoltre, gli lanciò al viso una pietra che teneva in mano. Sermoise rotolò per terra; Villon, sotto il falso nome di Michel Mouton, si fece medicare da un barbiere-chirurgo. Mentre Sermoise a causa delle ferite morì il giorno seguente, dopo avergli perdonato. Per timore della giustizia, Villon lasciò Parigi e si nascose per sette mesi. Grazie alle conoscenze di Guillaume de Villon, nel gennaio del 1456 ottenne dalla cancelleria reale delle lettere di condono, dove si legge che fino a quel momento s'era «bien et honorablement gouverné (...) comme à homme de bonne vie», «comportato bene e onorevolmente (...) come uomo retto»; era dunque la prima volta che aveva a che fare con la giustizia. Esistono due versioni di questo condono formale: in una viene chiamato «François des Loges, autrement dit Villon» e nell'altra «François de Montcorbier»; in entrambe viene tuttavia confermata la sua data di nascita, giacché viene citata la sua età di circa ventisei anni. Villon ritornò a Parigi e riprese possesso della sua stanza al chiostro di Saint-Benoît; tuttavia, a causa del crimine che aveva notoriamente commesso, non poteva riprendere la sua vita privilegiata di insegnante al Collège de Navarre, o comunque ottenere un impiego dignitoso. Pertanto, dovette guadagnarsi la vita cantando nelle taverne.
Villon trascorse l'anno 1456 a Parigi fino a circa il giorno di Natale, allorquando lasciò di nuovo la città. Nel primo episodio dei suoi guai con la giustizia, «la femme Isabeau» viene solo citata di passaggio ed è impossibile stabilire quale fosse il suo ruolo nell'innesco della rissa; stavolta, invece, Catherine de Vaucelles, da lui più volte menzionata nelle sue poesie, fu la causa dichiarata di una zuffa dove Villon venne bastonato così duramente, da dover fuggire ad Angers, dove viveva un suo zio monaco, per evitare il ridicolo. Il poeta lasciò dunque Parigi per sfuggire a un'amante «qui m'a esté felonne et dure», come scriveva ne Le Lais («Il Lascito»), conosciuto anche come Petit testament («Piccolo testamento»), poesia maliziosa e salace di 320 versi (40 ottave) dove si congeda dai suoi conoscenti, amici e nemici, facendo a ciascuno un lascito immaginario, ironico, pieno di sottintesi e di equivoci; una serie di doni che di sicuro suscitarono l'ilarità dei suoi amici parigini, ma il cui sale si è oggi evaporato, malgrado gli sforzi interpretativi degli eruditi.
(Le Lais)

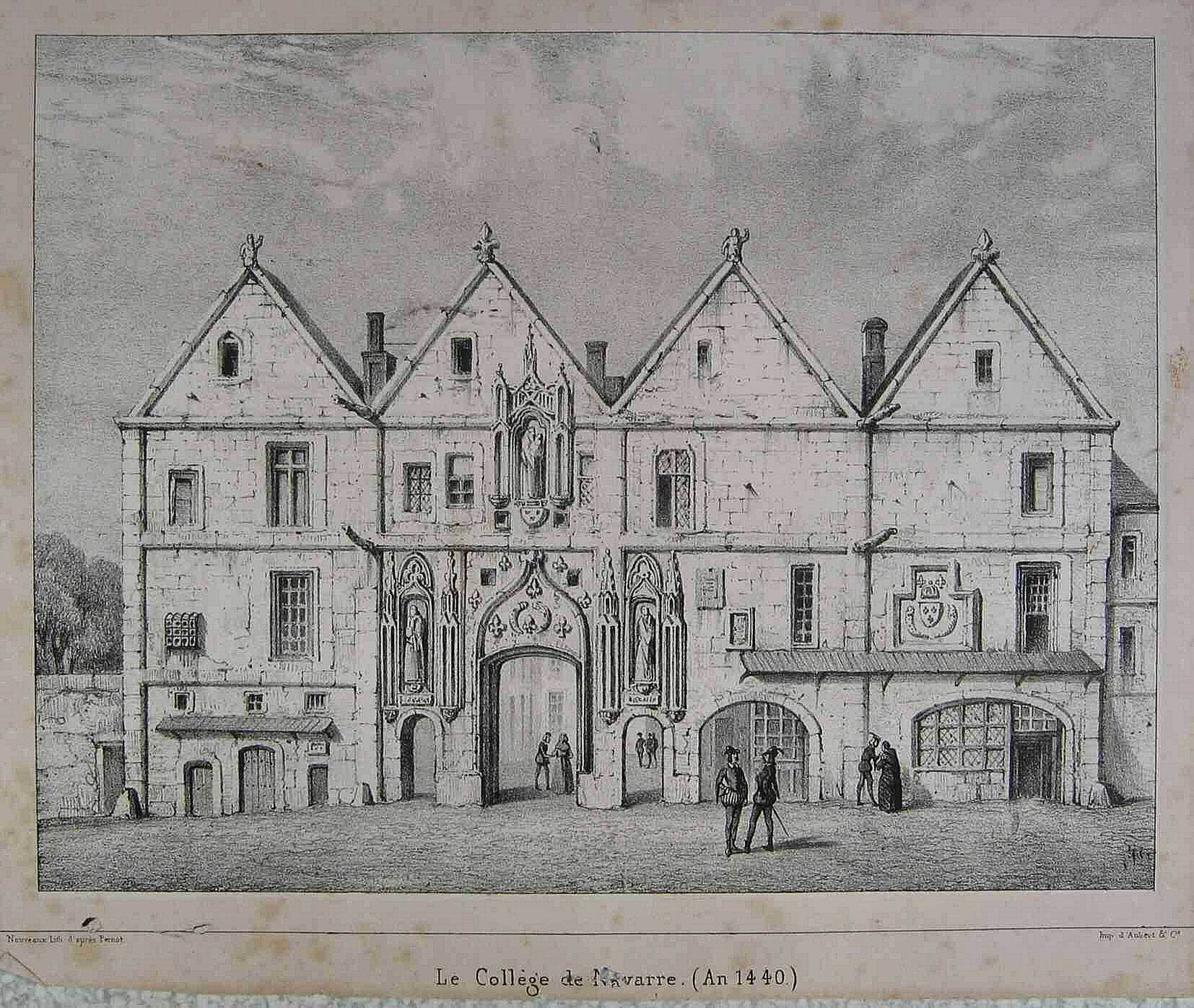
Portale del Collège de Navarre ornato con le statue di Filippo il Bello e di Giovanna di Navarra.
Era il più ricco e il più vasto dei collegi parigini. Si estendeva sulla Montagne Sainte-Geneviève, nel centro di Parigi. All'incirca il giorno di Natale del 1456, Villon e i suoi complici scassinarono i forzieri del Collège.

Oggi sappiamo, grazie alla scoperta fatta alla fine del XIX secolo da Auguste Longnon presso gli Archivi Nazionali di Francia del dossier relativo al furto del Collège de Navarre e del resoconto dell'interrogatorio di Guy Tabarie, che pochi giorni prima della sua partenza Villon e vari altri malfattori, tra cui Colin de Cayeux, si erano introdotti nottetempo nel Collège de Navarre per rubare 500 scudi d'oro dai forzieri della sacrestia. Il furto venne scoperto solo a marzo e fu aperta un'inchiesta senza che gli autori fossero identificati. Ma a giugno Guy Tabarie, complice troppo chiacchierone, fu arrestato su denuncia. Torturato allo Châtelet, denunciò i suoi complici..
I reali motivi della partenza di Villon sarebbero dunque quelli di sfuggire alla giustizia e preparare un nuovo furto ad Angers.
Un'altra ipotesi è stata formulata da André Burger; ipotesi non verificabile, ma che fornisce un buon esempio delle congetture suscitate dalle troppo estese zone d'ombra nella biografia del poeta.. Il poeta non sarebbe dunque stato un ladro di professione; egli avrebbe voluto soltanto procurarsi una certa somma di denaro per poter realizzare uno dei suoi sogni: cercare di entrare a far parte, ad Angers, della corte del re Renato d'Angiò, mecenate che s'interessava alle arti e alle belle lettere, e diventare poeta di corte. Avrebbe raccontato ai suoi complici la storia del furto da preparare ad Angers per consolarli, fornendo loro una nuova prospettiva, per distoglierli dal saccheggiare completamente il tesoro del Collège. Il re Renato non l'avrebbe accolto bene, secondo un'interpretazione possibile dei versi 1457-1460 del Testament.
Di certo c'è che Villon non poté più tornare a Parigi dopo l'arresto di Tabarie e che fu costretto a condurre una vita errante e miserevole sulle strade. Questo esilio durò sei anni, durante cui si persero le sue tracce. I nomi dei luoghi citati nel Testament non costituiscono indicazioni certe.

### Alla corte di Carlo d'Orléans

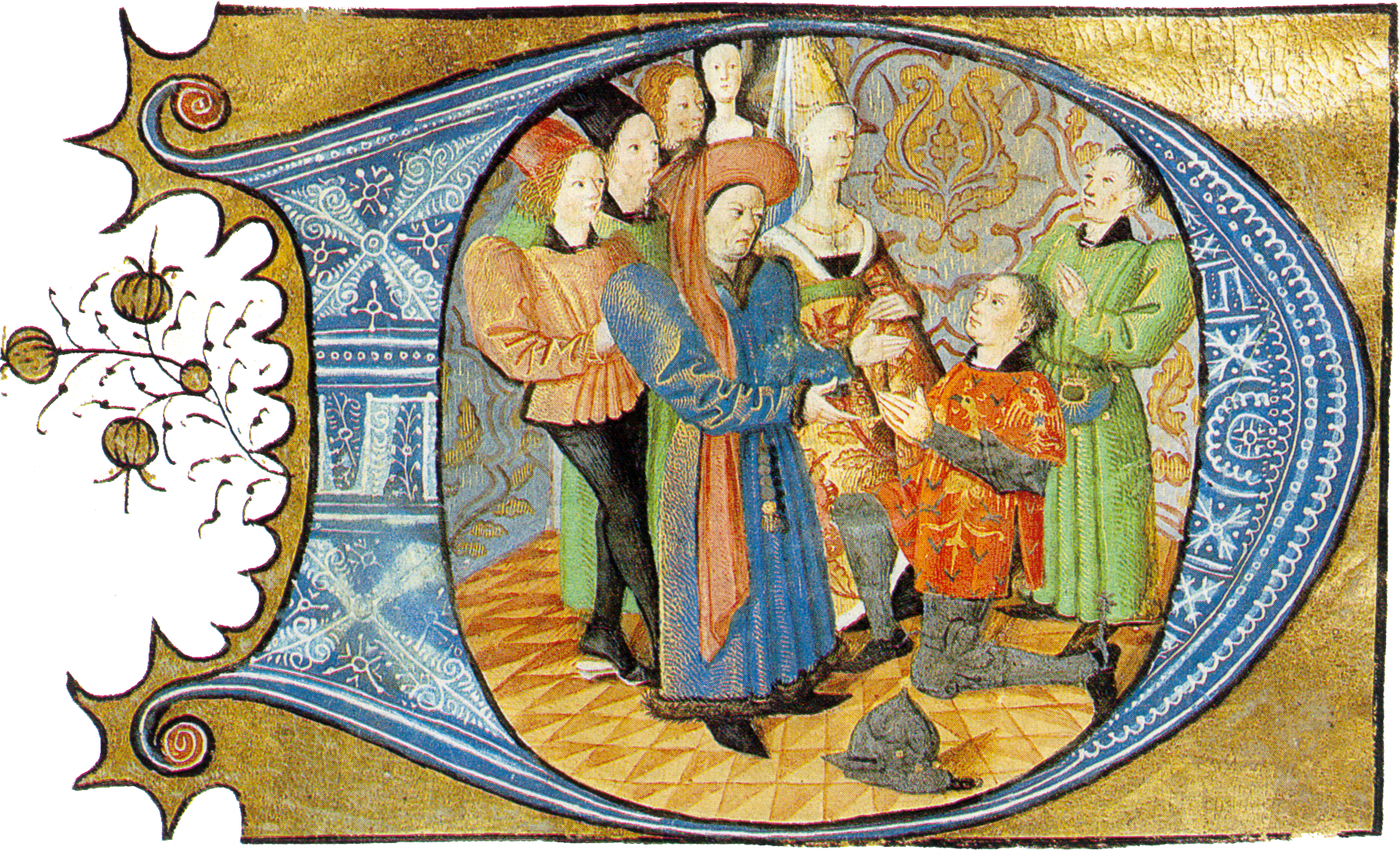
Carlo, duca d'Orléans, circondato dai suoi cortigiani, mentre riceve l'omaggio di un vassallo. Villon partecipò, per un certo tempo, alle attività poetiche della corte di Blois.

Un fatto è sicuro: le sue peregrinazioni lo condussero, nel dicembre 1457-gennaio 1458, a Blois, alla corte del duca d'Orléans. Carlo d'Orléans, nipote di Carlo V, aveva all'epoca 63 anni e non era ancora padre del futuro Luigi XII. Era rimasto prigioniero degli Inglesi per venticinque anni, aveva scritto poesie per distrarsi ed era divenuto il primo poeta della sua epoca. Tornato in Francia, fece della sua corte il punto di riferimento di tutti i fini rimatori dell'epoca, che da lontano vi si recavano con la certezza di essere bene accolti. Alcuni tomi raccolgono le composizioni del duca, dei suoi cortigiani e dei suoi ospiti. In uno di questi manoscritti si trovano tre ballate di Villon, ritrascritte probabilmente dall'autore in persona: la Ballade franco-latine, la Ballade des contradictions (nel manoscritto preceduta dal nome, in parte corroso, dell'autore) e L'Épître à Marie d'Orléans, che comprende una poesia composta per celebrare la nascita, il 19 dicembre 1457, della figlia del duca, e un'altra di ringraziamento per essere stato tratto in salvo (dalle erranze e dai tormenti di esiliato? dalla prigione?).

La Ballade des contradictions, detta anche du concours de Blois, è la terza di una serie di dieci ballate composte da diversi autori su un tema dato da Carlo d'Orléans imponendo il gioco delle contraddizioni: «Je meurs de soif en couste la fontaine» («Muoio di sete presso la fontana»). La ballata di Villon tradurrebbe il suo disagio nel ritrovarsi in un ambiente molto diverso da quelli che aveva conosciuto fino a quel momento:
En mon pays suis en terre loingtaine (...)

Je riz en pleurs et attens sans espoir (...)

Bien recueully, debouté de chascun.
Infine, l'ultimo contributo di Villon al manoscritto di Carlo d'Orléans fu la Ballade franco-latine che riecheggia due poesie bilingui del manoscritto, dialogo tra Carlo stesso e Fredet, uno dei suoi favoriti. La Ballade franco-latine è, come dimostrato da Gert Pinkernell, un attacco in piena regola nei confronti di Fredet. Villon è a sua volta rimproverato da Carlo e da uno dei suoi paggi che, senza nominarlo, lo accusano di menzogna e di arrivismo in due ballate. Molto probabilmente, abbandonò la corte di Blois poco dopo questo episodio.
Sempre secondo Pinkernell, nell'ottobre-novembre 1458 Villon avrebbe tentato invano di riprendere i contatti col suo effimero ex mecenate, approfittando del suo arrivo a Vendôme per assistere al processo per tradimento di suo genero Giovanni II d'Alençon. Avrebbe fatto pervenire in quell'occasione a Carlo la Ballade des proverbes e la Ballade des Menus Propos («La ballata delle cose da niente»), ma non sarebbe più stato ricevuto a corte.

### Dalla decadenza alla leggenda

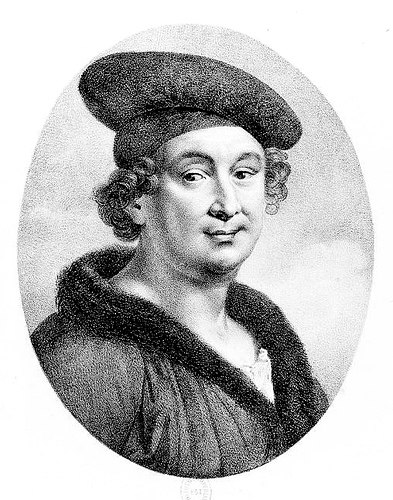
Ritratto immaginario di Villon (litografia di Ludwig Rullmann, fine del 1700 o inizio del 1800).

Lo si ritrova a Meung-sur-Loire, imprigionato durante l'estate 1461 nella segreta della prigione del vescovo di Orléans Thibault d'Aussigny, «la dure prison de Mehun» («la dura prigione di Meung», nutrito
… d'une petite miche

Et de froide eaue tout ung esté.
S'ignora cosa avesse commesso (probabilmente, un altro furto in una chiesa). Per l'occasione, sarebbe stato privato della sua qualità di chierico dal vescovo (che non ne aveva il diritto, giacché Villon dipendeva dal solo vescovo di Parigi, infatti non fu una revoca ufficiale).
Egli chiede aiuto nella Épître à ses amis («Epistola ai suoi amici»):
Aiez pictié, aiez pictié de moi

A tout le moins, s'i vous plaist, mes amis !

En fosse giz (non pas soubz houz ne may) (non sotto gli agrifogli delle feste di maggio)

(...) Bas en terre - table n'a ne trestaux.

Le lesserez là, le povre Villon ?
Villon riteneva profondamente ingiusta ed eccessivamente severa la sanzione e la pena inflittagli da Thibault d'Aussigny; è dalla prigionia di Meung che occorre datare tutte le sue disgrazie. Egli considerò il vescovo responsabile del suo decadimento fisico e morale e ne fece l'oggetto del suo odio nel Testament:
Synon aux traitres chiens mastins

Qui m'ont fait ronger dures crostes,

(...)Je feisse pour eulx pez et roctes…

(...)C'on leur froisse les quinze costes

De groz mailletz, fors et massiz
Il 2 ottobre 1461, il nuovo re Luigi XI fece il suo ingresso a Meung-sur-Loire. Come usanza, richiedeva, allorché un sovrano faceva il suo primo ingresso in una città si liberavano alcuni prigionieri che non avessero commesso delitti troppo gravi, in segno di gioioso avvenimento. Villon ritrovò la libertà in questa occasione (la lettera di remissione non si è conservata). Egli ringraziò il re nella Ballade contre les ennemis de la France («Ballata dei nemici di Francia») e domandò nella Requeste au prince («Richiesta al principe») un aiuto finanziario a un principe di sangue, che potrebbe essere Carlo d'Orléans. Egli decise di raggiungere Parigi, stimando che il suo esilio fosse ormai durato abbastanza.
Tornato a Parigi, obbligato a nascondersi giacché la faccenda del furto al Collège de Navarre non era stata dimenticata, probabilmente redasse la Ballade de bon conseil, che lo presentava come delinquente redento, e poi la Ballade de Fortune, che sembra esprimere la sua crescente delusione verso il mondo dei benpensanti che esita a reintegrarlo. E soprattutto, alla fine del 1461, iniziò la sua opera principale, Il Testamento:
En l'an de mon trentïesme aage,

Que toutes mes hontes j'euz beues,

Ne du tout fol, ne du tout saige...

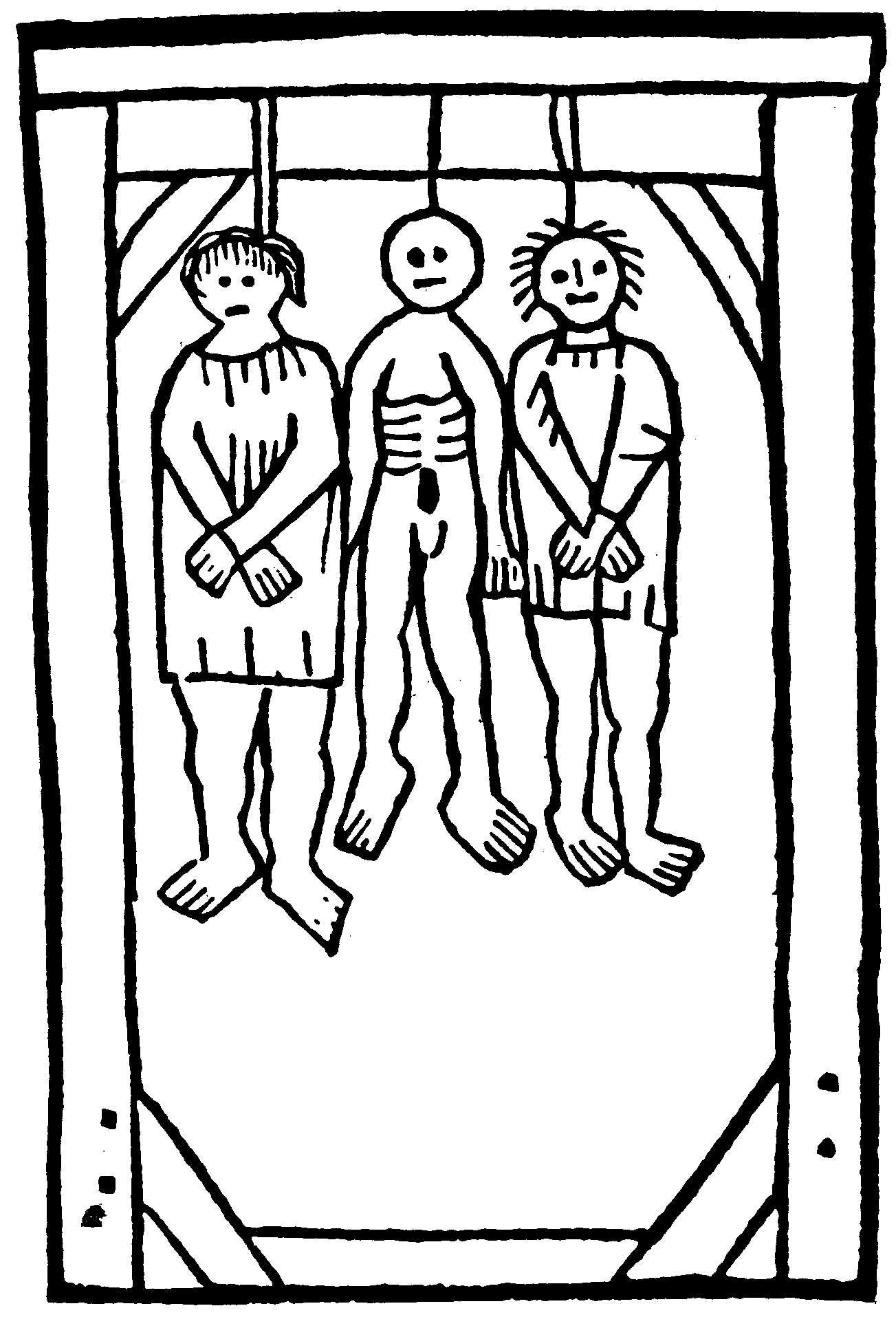
Gli impiccati.
Leditio princeps del Testament pubblicata a Parigi da Pierre Levet nel 1489 è un piccolo in quarto di 113 pagine illustrato da quattro incisioni (un uomo, una donna, un vescovo e tre impiccati). L'edizione è completata da diverse poesie come La ballata degli impiccati

La poesia intitolata Il Testamento (talvolta Le grand Testament) è un'opera molto più variegata rispetto al Lais (spesso detto il Piccolo Testamento). Comprende 186 stanze di 8 versi (1488 versi totali) che costituiscono la parte propriamente narrativa, cui s'aggiungono 16 ballate e 3 rondeau (535 versi) sia anteriori, sia scritti per la circostanza. Il testamento faceto e satirico, dove il nullatenente Villon parla come un uomo ricchissimo e immagina i più comici lasciti alle persone che detesta, comincia solo al verso 793. Una prima parte, spesso chiamata Les Regrets («I rimpianti»), esprime un giudizio su sé stesso (è solo, povero, prematuramente invecchiato) e sul suo passato: una straziante meditazione sulla vita e sulla morte.
Villon venne nuovamente arrestato il 2 novembre 1462 per un furtarello e imprigionato nella fortezza del Grand Châtelet de Paris (distrutta nel 1808, si trovava nel punto dell'attuale Place du Châtelet a Parigi). In mancanza di prove, venne allora ripresa la questione del Collège de Navarre. La Facoltà di Teologia si oppose alla sua rimessa in libertà e delegò uno dei suoi maestri, Laurens Poutrel, cappellano di Saint-Benoît (che dunque conosceva bene Guillaume de Villon) per negoziare col prigioniero. Questi dovette promettere di rimborsare la sua parte del bottino, ossia 120 libbre, nel termine di tre anni (documenti rinvenuti da Marcel Schwob). Verosimilmente, egli ritornò allora alla sua stanza nel chiostro di Saint-Benoît.

#### Condanna a morte, grazia ed esilio definitivo
Questo periodo di libertà fu di breve durata, giacché alla fine di quello stesso mese venne implicato in una rissa di strada nel cui corso venne ferito con un colpo di daga Maître Ferrebouc, notaio pontificio, che aveva partecipato all'interrogatorio di mastro Guy Tabarie (documenti rinvenuti da Auguste Longnon) nel processo per il furto al Collegio. Villon e quattro compagni risalivano per la rue Saint-Jacques una sera dopo cena. Uno dei suoi compagni, un chierico litigioso, vedendo una luce dalla persiana dello scrittoio di Ferrebouc (i notai erano autorizzati a lavorare la sera malgrado il regolamento del coprifuoco), si fermò alla finestra, insultò gli scrivani che lavoravano e sputò nella stanza. I chierici uscirono nella notte insieme al notaio e ci fu una mischia. Pare che Villon si fosse tenuto in disparte, ma fu ugualmente arrestato l'indomani e incarcerato allo Châtelet. Col nuovo re era cambiato anche il personale: il suo vecchio protettore, Robert d'Estouteville, non c'era più. Visti i suoi precedenti e dato il prestigio di Ferrebouc, la questione era di una gravità estrema. Rimase in prigione dalla fine del novembre 1462 all'inizio di gennaio 1463. Destituito ufficialmente dal suo status di chierico, Villon (indicato con questo nome nei documenti) venne interrogato per strappargli una confessione, sottoposto alla tortura dell'acqua, poi condannato a essere «strangolato e impiccato alla forca di Parigi». La Prévôté intendeva stavolta sbarazzarsi del recidivo; Villon presentò appello al Parlamento di Parigi nei confronti della sentenza, che considerava ingiusta, un «imbroglio» («tricherie»). Attendendo nella sua cella la decisione della Corte, compose probabilmente la celebre Quartina (forse scritta subito dopo la condanna) e quel brano da antologia che è La ballata degli impiccati, poesie che sono sempre state fatte risalire a questo momento dominato più dalla paura che dalla speranza, giacché di norma il Parlamento confermava le pene della Prévôté. Il prevosto di Parigi che fece condannare Villon era Jacques de Villiers, signore de L'Isle-Adam, vicino a Pontoise, da cui l'allusione nella breve Quartina a questa cittadina.
Il 5 gennaio 1463, il Parlamento cassò il giudizio reso in prima istanza (lo storico Pierre Champion nota che, fra le tre persone che a quel tempo potevano presiedere le assise criminali, v'era Henri Thiboust, canonico di Saint-Benoit, quindi potenzialmente favorevole a salvarlo), ma, «con riguardo alla mala vita del detto Villon», lo bandisce per dieci anni dalla città. Villon indirizzò allora al chierico della portineria dello Châtelet (incaricato della tenuta del registro delle carcerazioni) la gioiosa e ironica Ballade de l'appel («Ballata dell'appello») e al Parlamento una magniloquente Louenge et requeste à la court («Lode e richiesta alla corte»), il suo ultimo testo conosciuto, dove ringrazia i magistrati e chiede un rinvio di tre giorni «pour moy pourvoir et aux miens à Dieu dire» («Per me provvedere e ai miei cari dire addio»).
Villon dovette lasciare Parigi l'8 gennaio 1463. A quel punto se ne persero le tracce. «L'infelice che si dichiara più volte compromesso dalla malattia, invecchiato anzitempo a causa delle sofferenze, giunse realmente alla fine? È possibile», scrive Auguste Longnon, «giacché non si può concepire come un poeta di un simile talento sia potuto vivere a lungo senza produrre versi.»
Al momento di lasciare questo mondo, scrisse Villon alla fine del Testament:
(Testament,  ultimi versi.)

#### Ipotesi sulla scomparsa
La più semplice spiegazione è quindi la sua morte poco tempo dopo. Tuttavia non è mai stato ritrovato alcun documento legale o biografico, e nessun certificato di morte o di sepoltura che faccia luce sulla scomparsa nel nulla di Villon. Vi sono state comunque 6-7 ipotesi sulla fine del poeta. Rabelais afferma, senza prove, che il poeta si sarebbe diretto in Inghilterra, poi nel Poitou, dove avrebbe fatto l'autore di teatro sotto falso nome, data la sua propensione a usare pseudonimi; egli racconta questa storia facendone uno dei personaggi dei suoi romanzi Pantagruel e Gargantua. Altri affermano che andò in Italia, o morì solo ai margini di una strada, malato e povero.
Anthony Bonner scrisse che il poeta, dopo la partenza da Parigi, era ormai «piegato nella salute e nello spirito» e ipotizzò che «egli potrebbe essere morto su una stuoia di paglia, in qualche povera osteria, o in una cella umida e fredda; o in una rissa con un coquillard in qualche strada buia, o forse, come ha sempre temuto, sul patibolo di qualche cittadina francese. Probabilmente non lo sapremo mai».

## La leggenda Villon

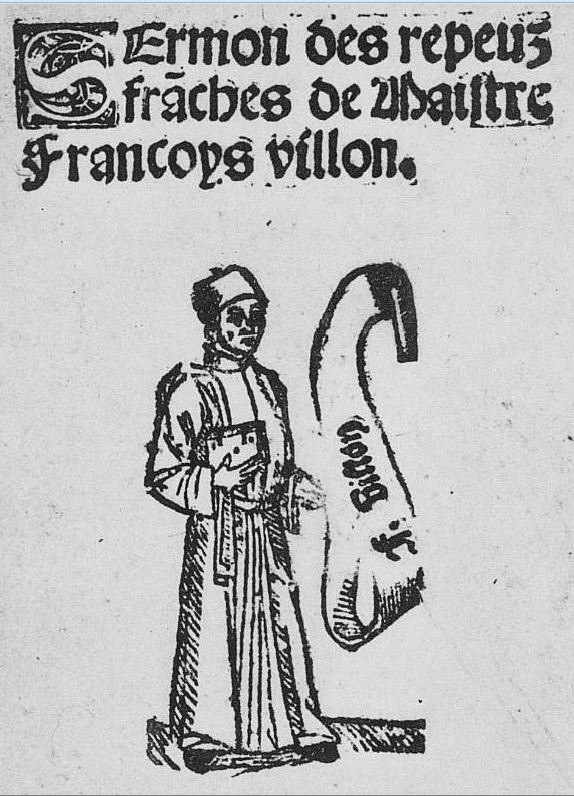
Inizia la leggenda Villon: le Repues Franches (circa 1500).
Villon divenne rapidamente il prototipo popolare del truffatore. È qui rappresentato in veste di chierico, viso rasato, capelli corti, con indosso un berretto, segno distintivo del laureato in lettere e la veste lunga. Tiene un libro in mano e nell'altra una banderuola sulla quale è scritto il suo nome.

Villon – come altri personaggi del Medioevo: Du Guesclin, Giovanna d'Arco – entrò ben presto nella leggenda. Alcune fra le sue ballate erano famose alla fine del XV secolo, ma di lui si sa solo ciò che si può apprendere dalla sua opera (che occorre guardarsi bene dal leggere come una semplice e sincera confidenza, giacché fu il poeta stesso ad elaborare il proprio mito – o meglio, i propri miti). Occorre attendere la fine del XIX secolo per avere maggiori informazioni sulla vita del poeta, grazie ad alcuni preziosi documenti ritrovati negli archivi. Restano ancora, tuttavia, importanti zone d'ombra che danno libero corso all'immaginazione. Di qui, a seconda delle epoche, le differenti immagini che costituiscono la «leggenda Villon».

### Teorie alternative sulla figura
Alcuni commentatori arrivano perfino a dubitare che sia davvero esistito un uomo chiamato François Villon: Jean-Claude Mühlethaler introduce la sua traduzione in francese moderno delle poesie di Villon con l'ipotesi che «Villon» fosse lo pseudonimo di un dotto giurista bene informato sui pettegolezzi della Parigi a lui contemporanea. Anche Roger Dragonetti avanza un'ipotesi simile.

### Villon, villonner, villonnerie
Dopo la sua partenza da Parigi nel 1463, di Villon non si seppe più nulla, ma subito dopo crebbe la sua celebrità. A partire dal 1489   le sue opere vennero pubblicate da Pierre Levet e una ventina di edizioni successive riprodussero tali stampe fino al 1533. Su richiesta di Francesco I, Marot diede allora al «miglior poeta parigino che si trovi» una nuova edizione nella quale egli si sforzò di correggere gli errori delle edizioni precedenti. Le allusioni satiriche dei lasciti erano già divenute intelligibili («bisognerebbe aver vissuto ai suoi tempi a Parigi, e aver conosciuto i luoghi, le cose e gli uomini di cui parla», disse Marot), ma già l'immaginario popolare aveva trasformato Villon, facendone il prototipo del truffatore per eccellenza, gran burlone e gran bevitore, sempre abile a ingannare il borghese vivendo di espedienti. Divenne l'eroe del Sermon des repues franches de maistre Françoys Villon (letteralmente: «Sermone delle lmangiate a sbafo di mastro François Villon»), una piccola raccolta sull'arte di vivere a spese altrui, il cui successo, intorno ai primi anni del Cinquecento, fu notevole. Il poeta vi appare come un buffone che vive di imbrogli giornalieri con i suoi compagni. Immagine che Villon sembrava aver deciso di lasciare di sé nel Testament:
Au moins sera de moy mémoire

Telle qu'elle est d'un bon follastre.
Il suo desiderio è stato esaudito, forse al di là delle sue speranze. Il suo nome divenne talmente popolare da entrare nella lingua francese: si diceva villonner per imbrogliare, ingannare, pagare con moneta falsa. Villon, villonner, villonnerie nel senso di truffatore, truffare, truffa figuravano ancora nel dizionario di Antoine Furetière (1702) e nel dizionario etimologico di Gilles Ménage (1694). Quest'ultima opera precisa che «il poeta Villon fu chiamato Villon a causa dei suoi imbrogli: ché il suo nome era François Corbeuil.»
François Rabelais, che conosceva bene l'opera di Villon (lo citò più volte nei suoi libri, citò a memoria la Quartina in Pantagruel così come il ritornello «mais où sont les neiges d'antan?», «ma dove sono le nevi di un tempo?»), lo considerava, al pari della sua epoca, come un folle che diceva belle parole e giocava bei tiri. Raccontò che Villon, «nei suoi giorni tardi», trovò rifugio a Saint-Maixent-en-Poitou e narrò di un tiro mancino giocato dall'incorreggibile cattivo soggetto al frate Tappecoue, sacrestano dei Cordiglieri.

### Il primo «poeta maledetto»
Altre immagini si sarebbero sovrapposte. Nel XIX secolo Villon acquisì lo status di primo «poeta maledetto», ma era ancora una «figura senza carne». A partire dal 1873, grazie alle ricerche intraprese da Auguste Longnon e Marcel Schwob, vennero scoperti i documenti relativi all'assassinio di Philippe Sermoise (lettere di remissione del 1455), al furto del collège de Navarre (inchiesta del 1457-1458) e alla rissa Ferrebouc (arresto del Parlamento del 1463). Venne allora messo in risalto, e fino ai giorni nostri (si veda ad esempio la fiction televisiva del 2009 Je, François Villon, voleur, assassin, poète...) sul declassato sociale, sul ladro, sull'assassino condannato all'impiccagione, sul coquillard.
Villon era un criminale incallito o divenne assassino solo accidentalmente uccidendo Philippe Sermoise? Fece forse parte dei Coquillards, potente banda di malfattori che imperversò in Borgogna, nello Champagne, nei dintorni di Parigi e di Orléans nel corso degli anni quaranta, cinquanta e sessanta del XV secolo? Essi erano così chiamati perché si facevano passare volentieri per falsi pellegrini di Santiago di Compostela sfoggiando delle conchiglie (coquilles) sui cappelli. Non si dispone di alcuna prova che attesti la sua appartenenza a questa associazione di malfattori. Li ha forse frequentati vagabondando sulle strade? Conobbe almeno due di loro, Regnier de Montigny, segnalato a Digione nel 1455 come membro dei Coquillards, il quale era probabilmente un amico d'infanzia a Saint-Benoît, e Colin de Cayeux, figlio di un fabbro ferraio, poi divenuto famoso scassinatore, che partecipò al furto del collège de Navarre. Entrambi finirono al Gibet de Montfaucon, l'uno nel 1457, l'altro nel 1460. I Coquillards utilizzavano tra di loro un gergo, svelato dal processo contro di loro a Digione nel 1455. Villon conosceva questo gergo
Je congnois quand pipeur jargonne
e lo utilizzò in sei ballate riprodotte nell'edizione di Levet (1489) col titolo di Le jargon et jobellin dudit Villon (cinque altre vennero ritrovate nel XIX secolo, ma ne è stata contestata l'autenticità). Ma «questo gergo era corrente per le strade», scrive Claude Thiry, «come i banditi che le razziavano, e gli erranti, che vivevano di espedienti più o meno onesti, nelle taverne incrociavano i criminali incalliti». Anche Jean Favier ha delle riserve: «La lingua non è un argomento sufficiente per legare il poeta alla teppaglia organizzata» e pone l'accento sull'avventura verbale: «Ricco di due esperienze, quella del letterato e quella del mascalzone, Villon si diverte con le parole così come dei ragionamenti». Il senso di queste ballate «in gergo» è controverso ed è stato oggetto di numerose congetture. L'interpretazione più sistematica è quella di Pierre Guiraud il quale vi attribuisce tre sensi e tre pubblici sovrapposti (Villon si rivolgerebbe: 1) a differenti categorie di Coquillards; 2) a dei bari al gioco delle carte, 3) a degli omosessuali). L'interpretazione più recente è quella di Thierry Martin, che fa del gergo dei Coquillards uno slang gay, quindi di Villon una persona bisessuale oppure omosessuale.
Diverse domande furono argomento fra gli storici:
- Villon era forse un vero bandito o era solo un marginale, incapace, per la debolezza della sua volontà, di sottrarsi a quell'ambiente che lo condannava perpetuamente?

Riens ne hais que perseverance.
- Fu lui a non volere che si saccheggiasse la maggior parte del tesoro del collège de Navarre (interrogatorio di mastro Guy Tabarie del 22 luglio 1458)?
- Cercava solo fondi per avere di che intraprendere una carriera da poeta di corte?

Sono tutte domande alle quali oggi non si sa rispondere e che continuano ad alimentare la leggenda di François Villon.

## L'opera letteraria

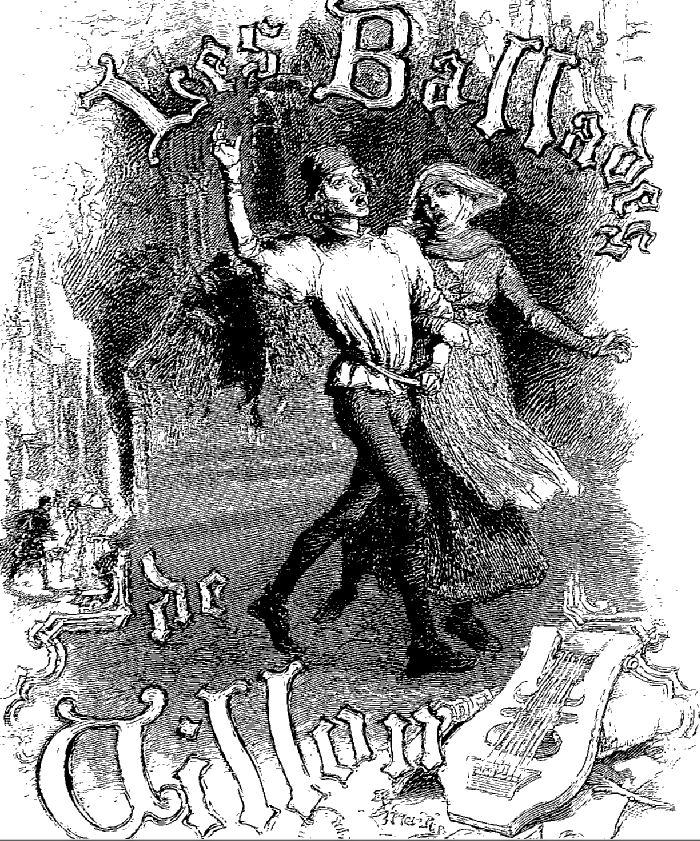
I ritornelli delle Ballate di Villon divengono presto famose:
Mais où sont les neiges d'antan? ("Ma dove sono le nevi di un tempo?")
Tout aux tavernes et aux filles. ("Tutto alle taverne e alle ragazze")
Il n'est tresor que de vivre à son aise. ("È l'unico tesoro vivere a proprio agio")
Il n'est bon bec que de Paris. ("È buono solo quello di Parigi")
En ce bordeau (bordello) où tenons nostre estat. ("In questo bordello dove noi viviamo")
Je crye à toutes gens mercys. ("Credo a tutti quelli che hanno compassione")
Autant en emporte ly vens. ("Andato via col vento")
Je congnois tout, fors que moy mesmes. ("So tutto, ma non so chi sono io")
Mais priez Dieu que tous nous vueille absouldre! ("Ma Dio pregate che ci voglia assolvere!")
Li lesserez là, le povre Villon?("Lo lascerete qui, Villon lo sventurato?")

Villon non ha tanto rinnovato la forma della poesia del suo tempo quanto il modo di trattare i temi poetici ereditati dalla cultura medievale, che egli conosceva perfettamente e che animò con la propria personalità.. Così, egli prese in contropiede l'ideale cortese, rovesciò i valori riconosciuti celebrando gli accattoni destinati alla forca, si concesse volentieri alla descrizione burlesca o alla licenziosità e moltiplicò le innovazioni linguistiche. Tuttavia, la stretta relazione che Villon stabilisce tra gli avvenimenti della sua vita e la sua poesia lo porta parimenti a far sì che la tristezza e il rimpianto dominino i suoi versi. Le Testament (1461–1462), che si presenta come il suo capolavoro, s'iscrive sulla falsariga del Lais, scritto nel 1456, che talvolta viene anche chiamato le Petit Testament («il Piccolo Testamento»). Questo lungo componimento di 2023 versi è contrassegnato dall'angoscia per la morte e ricorre, con una singolare ambiguità, a una miscela di riflessioni sul tempo, di derisione amara, d'invettive e di fervore religioso. Questa miscela di toni contribuisce a conferire all'opera di Villon una sincerità patetica che la rende unica rispetto a quella dei suoi predecessori.
La Biblioteca Storica della Città di Parigi possiede una collezione di circa 400 opere e lavori del poeta, riunita da Rudolf Sturn, autore di un'importante bibliografia dell'autore.

### Un poeta del suo tempo
Nonostante l'universalità delle preoccupazioni di Villon, bisogna ammettere che prima di tutto scrisse per la sua epoca. Le sue poesie si rivolgono talvolta ai gioviali del Quartiere latino, talvolta ai principi suscettibili di prenderlo sotto protezione.
Da un punto di vista formale, egli non pare innovare e prende a suo conto, adattandoli, numerosi generi letterari già vecchi. Tuttavia occorre ricollocare questa osservazione nel suo contesto storico. Il Medioevo è, dal punto di vista intellettuale, un periodo in cui i codici e il simbolismo sono talvolta più importanti del discorso in sé. In letteratura, come in altre arti, le opere devono seguire quegli stereotipi che appartengono alla cultura comune e permettono al lettore di applicare una griglia di lettura abbastanza convenzionale.
Per quanto riguarda i temi affrontati, anche in questo caso Villon è ben lungi dal dare una grande prova di originalità. La morte, la vecchiaia, l'ingiustizia, l'amore impossibile o deluso e perfino i tormenti dell'imprigionamento sono tra gli argomenti classici della letteratura medievale.
Per cui, la domanda fatta spesso dai critici è cosa rende differente Villon dai suoi contemporanei.
(Ballade des menus propos - 1458)

So vedere una mosca nel latte,

So riconoscere l'uomo dall'abito

So distinguere l'estate dall'inverno

So giudicare dal melo la mela

So conoscere dalla gomma l'albero,

So quando tutto è poi la stessa cosa,

So chi lavora e chi non fa un bel niente,

So tutto, ma non so chi sono io.
So valutare dal colletto la giubba

So riconoscere il monaco dall'abito,

So distinguere il servo dal padrone,

So giudicare dal velo la suora,

So quando chi parla sottintende,

So conoscere i folli ben pasciuti,

So riconoscere il vino dalla botte,

So tutto, ma non so chi sono io.
So distinguere un cavallo da un mulo,

So giudicare il carico e la soma,

So chi sono Beatrice e Belet,

So fare il tiro per vincere ai punti,

So separare il sonno dalla veglia,

So riconoscere l'errore dei Boemi,

So che cos'è il potere di Roma,

So tutto, ma non so chi sono io.
Principe, so tutto in fin dei conti,

So vedere chi sta bene e chi sta male,

So che la Morte porta tutto a compimento,

So tutto, ma non so chi sono io.

### Un'opera sottesa da una vita eccezionale
In primo luogo, se le tematiche affrontate sono classiche, in pochi le hanno vissute così da vicino e, pur non avendo sempre percorsi facili, la maggior parte degli autori furono abbastanza presto integrati nelle corti di signori, a meno che non fossero essi stessi dei grandi del regno, come, ad esempio, Carlo d'Orléans (il quale, tenuto in ostaggio, conobbe certo un lungo esilio, ma «dorato»). Villon, invece, bruciò la sua vita in fondo alle taverne, in mezzo a mendicanti, banditi e prostitute. Fu più volte imprigionato e sfiorò davvero la morte.
«Nell'anno del [suo] trentesimo genetliaco», come spossato da questa vita d'avventure, dalla prigionia, dalla tortura e dal decadimento, compose il suo Testament. Vi traspare quella vita dissoluta che dà ai suoi testi una profondità e una sincerità toccanti, e ciò tanto più che, coscientemente o no, noi leggiamo Villon col metro della sua storia personale.
Oltre all'intensità del suo eloquio, ciò che differenzia radicalmente l'opera di Villon da tutta la produzione poetica medievale, è il suo rivendicato carattere autobiografico (anche se, come si è visto, la veracità dei fatti è soggetta a cautela). Senza dubbio la prima persona è correntemente utilizzata dai suoi contemporanei e predecessori; ma si tratta di un «io» sempre attenuato, velato: il narratore eclissa l'autore. All'epoca era molto frequente che il narratore raccontasse un sogno nel corso del quale si svolgeva l'azione; è il caso, per esempio, del Roman de la Rose. Questo procedimento diluiva l'azione e la vera personalità dell'autore nelle brume del sonno e nei deliri onirici, creando una situazione «fantastica» che manteneva a distanza il lettore. In compenso, quando Villon si serve del tema del sogno alla fine del Lais, lo fa deviare dal suo impiego classico per meglio beffarsi del lettore. In effetti, l'azione che si suppone onirica è qui la stessa scrittura del testo, pur concreto, che si è appena finito di leggere... In tal modo si crea una mise en abyme e un paradosso che, lungi dal relativizzare l'«io», insiste al contrario sulla sincerità e sulla perfetta coscienza di Villon al momento della redazione del Lais. Inoltre, l'«io» di Villon è possente e molto concreto. Laddove gli altri ammettono a fior di labbra: «Ho sentito dire che...» o «Ho sognato che... », Villon si mostra affermativo: «Dico che... » e «Penso che...».
Insomma, senza essere rivoluzionario, Villon riprese per suo conto la tradizione letteraria, se ne appropriò e la pervertì per farne la portavoce della propria personalità e dei suoi stati d'animo.

## Il nome e la sua pronuncia
Il vero nome del poeta è oggetto di controversia: fra i vari che gli sono stati attribuiti, i più attendibili sono quelli di François de Montcorbier o François des Loges, senza contare il falso nome di «Michel Mouton» che si dice avesse usato per nascondersi presso un barbiere dopo l'uccisione di Philippe Sermoise. Altri sostengono che il suo cognome fosse Corbeuil. Nella storia della poesia è però rimasto unicamente col nome Villon, probabilmente acquisito dal benefattore che lo accolse in casa propria: Guillaume de Villon. Lo storico del XVI secolo Claude Fauchet sostiene invece che villon sia soltanto un nome comune che significa «imbroglio» o «furfante», ma sembra che tale ipotesi sia errata.
Il nome François Villon è pronunciato, in francese moderno, [fʁɑ̃swa vijɔ̃]. La prova è data dal gioco di rime nella Ballade finale all'interno del Testament, dove il poeta fa rimare il suo nome con «carillon» o «vermillon». Nel francese del XV secolo la pronuncia era invece [frɑnswɛ viˈlɔn].
(Louis Aragon)

## Nel libro La selva degli impiccati uscito nel 2020 dello scrittore Marcello Simoni Francois Villon è il protagonista
Villon venne pubblicato a stampa per la prima volta nel 1489, in un'edizione che venne seguita da parecchie altre. L'ultima edizione quasi contemporanea fu quella che Clément Marot realizzò nel 1533. A quell'epoca la leggenda villoniana era già ben solida; si affievolì verso la fine del Rinascimento, tanto che Nicolas Boileau, menzionando Villon nel suo Art poétique, sembra conoscerlo solo per sentito dire. Solo nel XVIII secolo ricominciò l'interesse per il poeta. Venne riscoperto nell'epoca romantica, durante la quale acquisì lo status di primo «poeta maledetto». Da allora la sua fama non è più calata. Ispirò i poeti dell'espressionismo tedesco e fu tradotto in numerose lingue (tedesco, inglese, russa, esperanto, spagnolo, giapponese, ceco, ungherese...), il che gli conferì una reputazione mondiale, tanto le sue preoccupazioni sono universali e trascendono le barriere del tempo e delle culture.
Repues franches, testo che racconta i tiri, spesso osceni, giocati a vari notabili da Villon e dai suoi compagni, contribuendo ad arricchire la «leggenda Villon».
- François Rabelais trasformò Villon in un personaggio a tutti gli effetti nei suoi romanzi Pantagruel e Gargantua, nei quali lo dipinse come un comico e immaginò la sua vita dopo il 1462.
- Se non fu conosciuto o quasi dai primi romantici, come Chateaubriand o Charles Nodier, a partire dal 1830 ispirò tutti gli autori di questa corrente. È evidentemente il caso di Victor Hugo, Théophile Gautier, Théodore de Banville (che imitò Villon rendendogli omaggio nella Ballade de Banville, à son maître), e inoltre Arthur Rimbaud, Charles Baudelaire, Paul Verlaine, ovviamente Gérard de Nerval, Jean Richepin con la sua Chanson des gueux, Marcel Schwob e molti altri.
- Robert Louis Stevenson fece di François Villon il protagonista di una sua novella: Un tetto per la notte (A lodging for the night - A Story of Francis Villon, 1877). In essa, Francis Villon (grafia anglicizzata), alla ricerca di un rifugio durante una fredda notte invernale, bussa per caso alla porta di un vecchio nobile. Invitato ad entrare, i due parlano a lungo durante la notte. Villon ammette apertamente di essere un ladro e un furfante, ma sostiene che i valori cavallereschi sostenuti dal vecchio non sono migliori. La storia è contenuta nella raccolta Le nuove Mille e una notte (1882).
- Francis Carco scrisse una biografia romanzata di Villon: Le Roman de François Villon nel 1926, e il suo amico Pierre Mac Orlan realizzò la sceneggiatura di un film di André Zwobada intitolato François Villon (1945), nel quale sono narrati gli ultimi giorni di vita del poeta, come li immaginò Mac Orlan.
- Tristan Tzara volle vedere nel Testament un'opera in codice basata interamente su anagrammi.
- Leo Perutz, ne Le Judas de Léonard, s'ispirò a François Villon per uno dei suoi personaggi, Mancino: costui non è morto, ma, amnesico, vive a Milano al tempo di Leonardo da Vinci.
- John Erskine scrisse nel 1937 The Brief Hour of François Villon, opera di finzione storica.
- Lucius Shepard scrisse una novella, intitolata «Le dernier Testament», in Aztechs. Il personaggio principale è colpito dalla maledizione di Villon.
- Villon è un personaggio minore del romanzo Lamia (The Stress of her Regard), ambientato nel XIX secolo, dello scrittore di fantascienza e fantasy Tim Powers. È associato alla vampiresca lamia che appare nel romanzo.
- Jean Teulé si mette nei panni di Villon nel suo romanzo Io, François Villon[74].
- Gérald Messadié ha scritto una trilogia di romanzi intitolata «Jeanne de L'Estoille» (La rose et le lys, Le jugement des loups, La fleur d'Amérique). Il personaggio principale, Jeanne, incontra il personaggio romanzato di François Villon. Questa relazione comincia con lo stupro di Jeanne, prosegue con la nascita di un bimbo (François) e con degli incontri, nel corso dei tre volumi, pervasi da sentimenti contraddittori per Jeanne. Il romanzo ripercorre tutta la vita (romanzata, beninteso) di François Villon, e il clima dell'epoca (coquillard, guerra, epidemie).

Je connais que pauvres et riches

Sages et fols, prêtres et lais,

Nobles, vilains, larges et chiches...

Mort saisit sans exception.

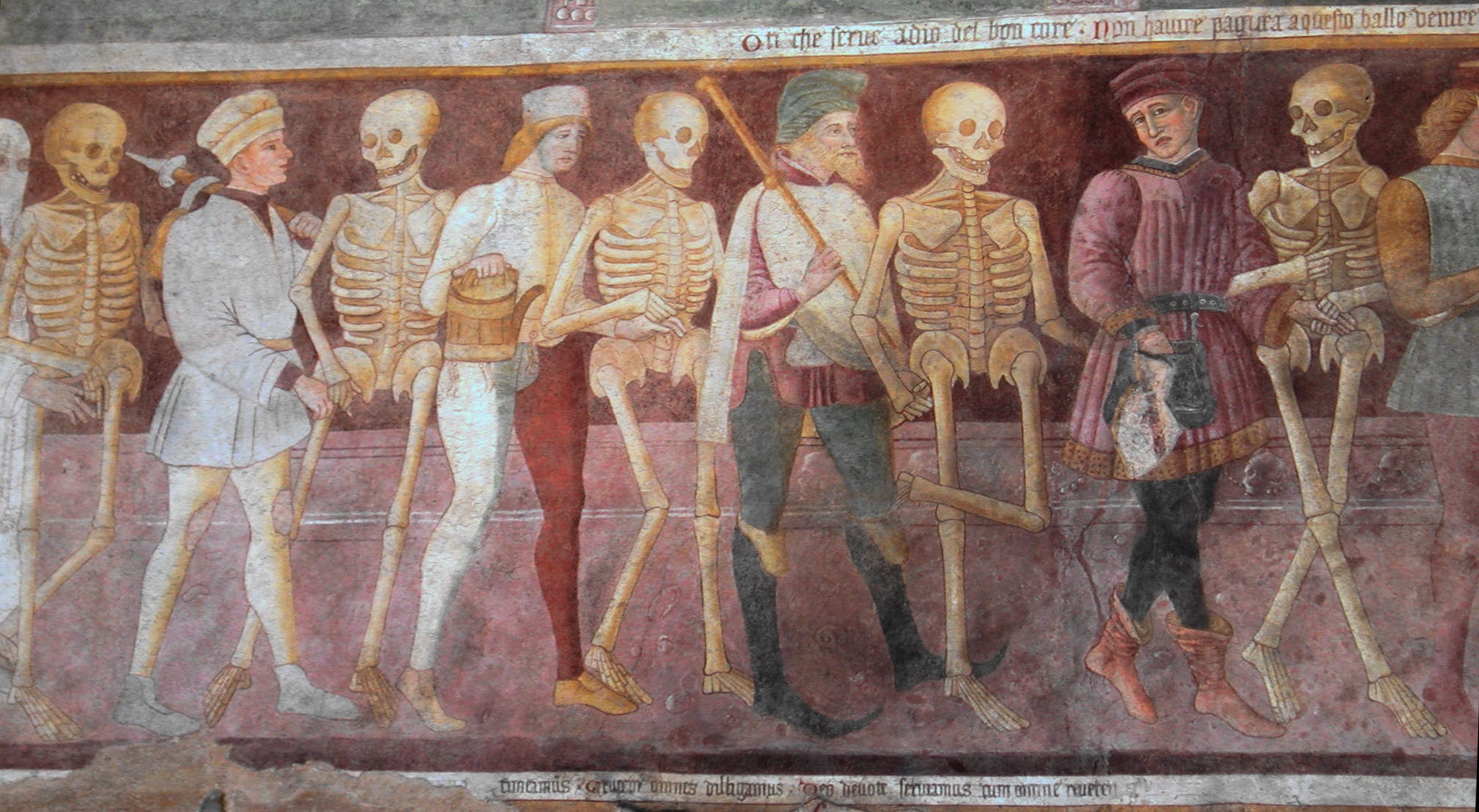
Danza macabra, nel dettaglio di un affresco nella chiesa dei Disciplini a Bergamo (XV secolo). La danza macabra, grande tema del Quattrocento, è il simbolo dell'uguaglianza davanti alla morte.
Je connais que pauvres et riches
Sages et fols, prêtres et lais,
Nobles, vilains, larges et chiches...
Mort saisit sans exception.
« La Danse macabre di Villon è il Testament nella sua interezza.» (Jean Favier)

- Osamu Dazai, scrittore giapponese del XX secolo, ha scritto un romanzo dal titolo La moglie di Villon (ヴィヨンの妻, Viyon no tsuma, 1947. Edizione italiana: Milano, Bompiani, 1965), dal quale è anche stato tratto il film omonimo (2009) di Kichitaro Negishi con Ryōko Hirosue. La protagonista del romanzo, ambientato nel Giappone occupato del dopoguerra, è una giovane donna che scopre i comportamenti dissoluti del marito quando si trova a doverne pagare i debiti. Il marito, scrittore privo di talento, rivela così di essere un donnaiolo buono a nulla.
- Nella sua opera Vita di uno stolto (或阿呆の一生, Aru Ahō no Isshō), pubblicata nel 1927 dopo il suo suicidio, Ryūnosuke Akutagawa dice di essere stato profondamente ispirato dall'opera di Villon. Egli scrive di sentirsi come Villon nell'attesa di essere impiccato, incapace di continuare a lottare nella vita.
- Ossip Mandelstam, grande lettore di Villon, ha molto meditato sull'opera del poeta. I suoi libri spiegano varie poesie e forniscono numerose tracce di lettura.

### A teatro
- La vita di Villon ispirò la rappresentazione in quattro atti If I were King del drammaturgo e membro del Parlamento (MP) irlandese Justin Huntly McCarthy, messa in scena nel 1901 a Broadway. In essa, l'autore immagina un Villon abile spadaccino che entra in competizione intellettuale con Luigi XI; la storia culmina con Villon che trova l'amore alla corte di Luigi e salva Parigi dal Duca di Borgogna quando Luigi lo nomina Conestabile di Francia per una settimana. Sebbene sia in larga parte un'opera di finzione (non ci sono prove che Villon e re Luigi si siano mai incontrati), essa fu un duraturo successo per l'attore Sir George Alexander e fu rappresentata ininterrottamente nei successivi decenni. Da essa vennero poi tratti due film omonimi, rispettivamente nel 1920 e nel 1938.
- Baal fu la prima opera teatrale di Bertolt Brecht, scritta fra il 1918 e il 1919. Il personaggio principale, Baal, è ispirato alla figura di François Villon.
- Bertolt Brecht, ne L'opera da tre soldi, inserì vari testi che sono traduzioni o parafrasi di poesie di Villon. In particolare, un numero musicale è ispirato a La ballata degli impiccati; si tratta di Grabschrift («Iscrizione tombale»), inserito nel terzo atto.
- L'operetta The Vagabond King (1925), di Rudolf Friml, è ispirata al testo teatrale di McCarthy. In essa, però, a differenza di quanto avveniva nel testo del 1901, Villon viene nominato re per ventiquattr'ore e in questo lasso di tempo deve risolvere tutti i problemi politici di Luigi XI. Anche quest'opera è stata trasposta in film per due volte, nel 1930 e nel 1956.
- Un testo teatrale del 1960 dell'autore ceco Jan Werich, intitolato Balada z hadrů («Ballata degli stracci») è ispirato all'opera di Villon e adatta alcune sue poesie come testi di canzoni.
- The Quick and the Dead Quick (1961), di Henry Livings, è un'opera teatrale storica non convenzionale su François Villon.
- Daniela Fischerová nel 1979 ha scritto un testo teatrale in ceco, incentrato sul processo di Villon, dal titolo Hodina mezi psem a vlkem (letteralmente «L'ora tra il cane e il lupo», tradotto in lingua inglese come Dog and Wolf).

### Al cinema
- The Oubliette, di Charles Giblyn (1914), ispirato alla vita di Villon, con Murdock MacQuarrie nel ruolo di Villon;
- The Higher Law, di Charles Giblyn (1914), seguito del precedente;
- Un vagabondo alla corte di Francia (If I were King), di J. Gordon Edwards (1920), film muto ispirato al testo teatrale omonimo di McCarthy. Vi recitano William Farnum nel ruolo di Villon e Fritz Leiber in quello di re Luigi;
- Il poeta vagabondo (The Beloved Rogue) di Alan Crosland, (1927), con John Barrymore nei panni di Villon e Conrad Veidt in quelli di re Luigi. Il film non è ufficialmente basato sul testo di McCarthy, ma s'ispira ugualmente alle informazioni di fantasia sui rapporti tra Villon e Luigi XI;
- Se io fossi re (The Vagabond King), di Ludwig Berger (1930), tratto dall'operetta di Friml, con Dennis King e Jeanette MacDonald;
- Un vagabondo alla corte di Francia (If I were King), di Frank Lloyd (1938), film sonoro tratto ancora una volta dal testo teatrale di McCarthy. Vi recitano Ronald Colman nel ruolo di Villon e Basil Rathbone in quello di re Luigi;
- François Villon, di André Zwoboda, sceneggiatura di Pierre Mac Orlan (1945);
- Il re vagabondo (The Vagabond King), di Michael Curtiz, film musicale, anch'esso basato sull'operetta di Friml, con Oreste Kirkop e Kathryn Grayson;
- Si Paris nous était conté, di Sacha Guitry (1956), nel quale François Villon è interpretato da Pierre Vaneck.
- Nelle prime scene del film La foresta pietrificata (1936), il personaggio impersonato da Bette Davis sta leggendo una raccolta di poesie di Villon. In seguito legge alcuni versi della Ballata per uno sposo (corrispondente alla Ballade pour Robert d'Estouteville) al personaggio impersonato da Leslie Howard, e nella scena finale cita nuovamente la Ballata per uno sposo.

### In televisione
- Errol Flynn ha interpretato Villon in un breve episodio televisivo (all'interno di "Screen Directors Playhouse") dal titolo The Sword of Villon, diretto da George Waggner (1956).
- Je, François Villon, voleur, assassin, poète..., (fiction drammatica, 2009, 90 min.), sceneggiatura e regia di Serge Meynard, con Francis Renaud nel ruolo di François Villon e Philippe Nahon in quello di Guillaume de Villon, dal romanzo di Jean Teulé.

### Nella musica
La pluie nous a ébués et lavés

Et le soleil desséchés et noircis.

Pies, corbeaux nous ont les yeux cavés

Et arraché la barbe et les sourcils.

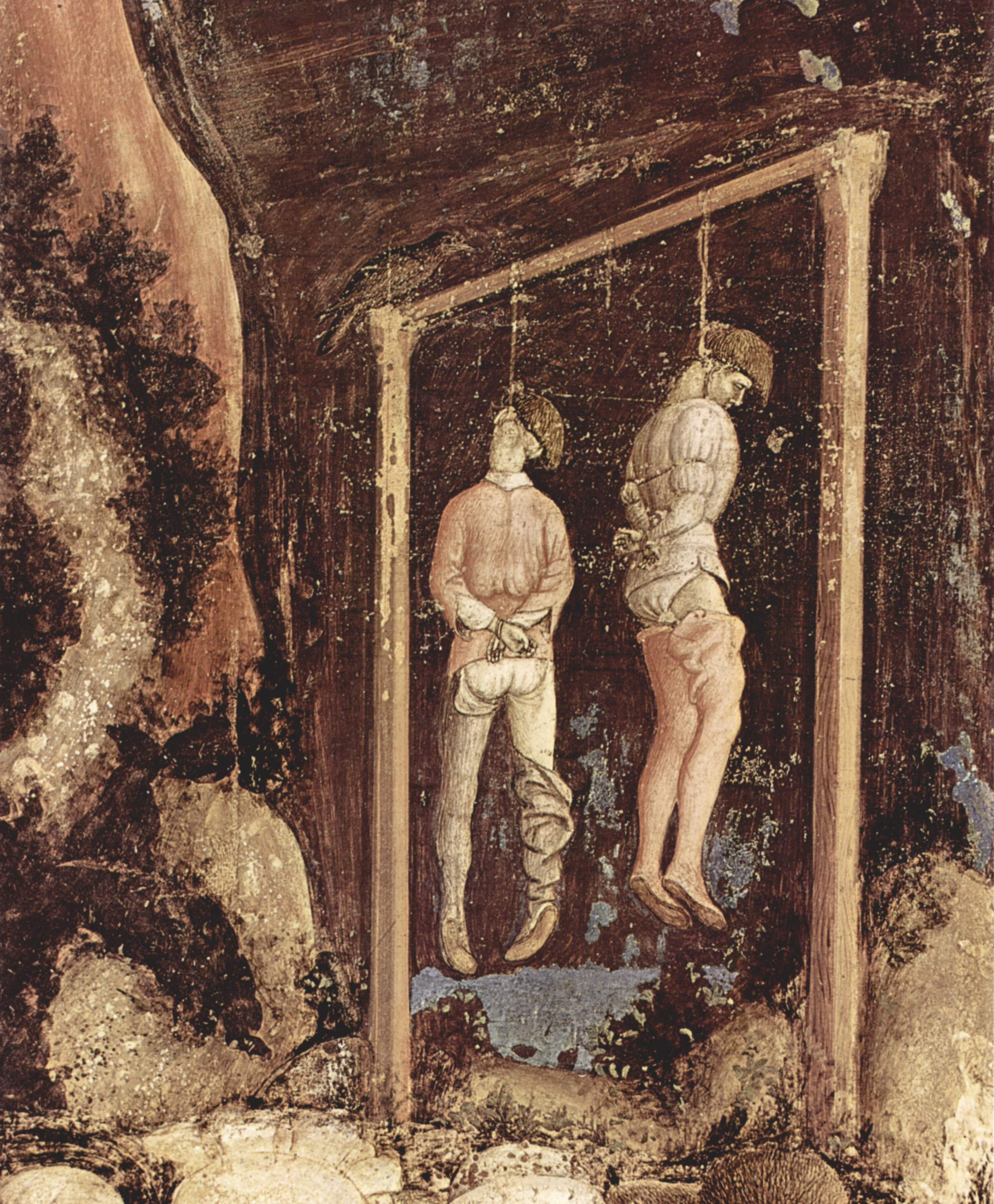
Affresco nella chiesa di Sant'Anastasia, Verona
La pluie nous a ébués et lavés
Et le soleil desséchés et noircis.
Pies, corbeaux nous ont les yeux cavés
Et arraché la barbe et les sourcils.

- Nel 1910 Claude Debussy compose le Trois Ballades de François Villon, per voce e pianoforte.
- L'opera di Ezra Pound Le Testament de Villon utilizza nel suo libretto brani del Testament per dimostrare i radicali cambiamenti che la penna di Villon introdusse nel rapporto tra parole e musica, cambiamenti che Pound credeva avessero profondamente influenzato la poesia inglese. L'opera fu dapprima composta dal poeta a Londra nel 1920-1921, con l'aiuto della pianista Agnes Bedford. Fu sottoposta a molte revisioni per meglio annotare le correlazioni ritmiche tra parole e musica. Queste revisioni comprendevano una versione per concerto per la Salle Pleyel di Parigi nel 1926, una colonna sonora ritmicamente complicata rivista da George Antheil nel 1923, una versione ibrida di queste colonne sonore per una trasmissione della BBC nel 1931, e una versione finale totalmente rivista da Pound nel 1933. La versione del 1923 di Pound e Antheil debuttò nel 1971 con la San Francisco Opera Western Opera Theater, diretta e registrata da Robert Hughes (Fantasy Records), con Phillip Booth nel ruolo di Villon. Parti di questo LP sono state ripubblicate nell'audio CD Ego scriptor cantilenae, The music of Ezra Pound della Other Minds. L'opera fu pubblicata per la prima volta nel marzo del 2008.
- Nel 1978, Daniel Balavoine cita Villon nella sua canzone Le Français est une langue qui résonne in questo verso: «Moi qui m'crois bon Français je sens que je déconne, / De mes mots censurés que Villon me pardonne...»
- Georges Brassens fu un grande ammiratore di Villon e un appassionato del tardo Medioevo. A essi fa allusione nella sua canzone Le Moyenâgeux («Pardonnez-moi Prince si je / Suis foutrement moyenâgeux»). Riprese anche la poesia di Paul Fort, L'enterrement de Verlaine, nel quale quest'ultimo definisce François de Montcorbier «il primo usignolo di Francia». Egli mise in musica anche la Ballade des dames du temps jadis.
- Fabrizio De André, soprattutto all'inizio della carriera, sulle orme di Brassens, spessò si ispirò a Villon: in particolare l'album Tutti morimmo a stento (1968) è ispirato alle atmosfere villoniane, e una canzone è intitolata La ballata degli impiccati.
- Nel 1997 il compositore Arthur Oldham scrisse Le Testament de Villon per solisti, coro e orchestra.
- Léo Ferré ha effettuato una messa in musica molto originale della La ballata degli impiccati, rinominata Frères humains, l'amour n'a pas d'âge. La canzone è contenuta nell'album La violence et l'ennui (1980).
- Anche Serge Reggiani ha cantato La ballata degli impiccati, facendo emergere con la sua voce la dimensione aspra e pregnante del testo.
- I Weepers Circus si sono ispirati alla Ballata delle cose da niente per la canzone Ô Prince.
- Renaud gli rende omaggio nella canzone Mon bistrot préféré («En évoquant Villon / Qui rôde près du bar et des mauvais garçons»).
- Il gruppo francese La Tordue s'ispira alla Ballade de bonne doctrine a ceux de mauvaise vie nella canzone Les Grands Bras riprendendone il ritornello «Tout aux tavernes et aux filles».
- I Corvus Corax, gruppo tedesco di musica medievale, ha messo in musica la ballade de Mercy nell'album Seikilos.
- Anche Monique Morelli cantò François Villon, su musica di Lino Léonardi.
- Bob Dylan, grande estimatore della poesia, lo cita fra le sue fonti d'ispirazione.
- Il cantante russo di origini georgiane Bulat Šalvovič Okudžava cantava una canzone intitolata "La preghiera di François Villon" (in russo "Молитва Франсуа Вийона").
- Il cantautore tedesco Wolf Biermann ha scritti una ballata su Villon, Ballade auf den Dichter François Villon nel 1968, contenuta nel disco Chauseestrasse 131.
- Il gruppo rock francese Little Nemo ha trasformato in canzone La ballata degli impiccati nell'album Past and Future.
- Il gruppo heavy metal Peste Noire ha trasformato in canzone Ballade contre les ennemis de la France col titolo Ballade cuntre les anemis de la France nell'album Ballade cuntre lo Anemi francor (2009).
- Richard Desjardins s'è ispirato all'opera di Villon, in particolare alla Ballata degli impiccati per la canzone Lomer (À la Frenchie Villon), apparsa nell'album Boom Boom (1998).
- Il gruppo francese Eiffel riprende nella canzone Mort j'appelle contenuta nell'album À tout moment (2009), il testo di Villon apparso nel Testament.
- Félix Leclerc ha musicato alcuni estratti del Lais.
- Francesco Guccini, nella canzone Addio dall'album Stagioni (1999) fa alcuni riferimenti a Villon, descrivendosi come "chierico vagante, bandito di strada," (la professione ufficiale di Villon e la sua "fama") e cita quasi direttamente l'incipit de Le Lais ("Nell'anno quattro cento e cinquanta sei / Io, François Villon, studente...") quasi tutte all'inizio, recitato, del pezzo ("Nell'anno Novantanove di nostra vita / io, Francesco Guccini, eterno studente...").

### Altro
- Nel 1887, Rodin scolpì La Belle Heaulmière, ispirata al personaggio creato da Villon.
- Nel 1960, l'artista greco Nonda dedicò un intero one man art show a François Villon con l'aiuto di André Malraux. Si svolse sotto gli archi del Pont Neuf di Parigi ed era dominata da una gigantesca tela di dieci metri dal titolo Hommage à Villon che ritraeva il poeta durante un banchetto con le sue concubine.
- Nel gioco di ruolo Vampiri: la masquerade, della White Wolf, il principe di Parigi, che dirige i vampiri, è François Villon.
- Il calamaio di Villon è un artefatto che compare nella serie televisiva di fantascienza Warehouse 13. L'inchiostro contenuto nel calamaio, versato su una superficie solida, crea un buco nero attraverso cui possono passare gli oggetti; si tratta quindi di una specie di buco portatile.
- Il disegnatore italiano Luigi Critone sta realizzando per l'editore francese Delcourt Je, François Villon, adattamento a fumetti del romanzo di Jean Teulé. Il primo volume della serie è stato pubblicato nel novembre del 2011.

## Attraverso Parigi

### La Parigi di Villon
Racchiusa da mura che delimitano uno spazio che corrisponde ai primi sei arrondissementmunicipali attuali, Parigi era a quel tempo abitata da più di centomila abitanti. Città universitaria per eccellenza, con la Sorbona, essa ospitava sulla riva sinistra della Senna quasi un centinaio di collegi e accoglieva circa cinquemila studenti.

### La fontana Maubuée
Cantata da Villon nel suo Testament, questa fontana esiste ancora al numero 129 della Rue Saint-Martin, all'angolo con la rue de Venise. Proprio di fronte al Centro Georges Pompidou si può ammirare il suo tubo di piombo e la sua pietra decorata di spighe e di corni dell'abbondanza.

## Fonti storiche
Nessuna delle fonti qui sotto elencate contiene la produzione integrale delle poesie oggi attribuite a Villon. Inoltre, i documenti differiscono leggermente su alcuni versi, il che obbligò gli editori, sin dalla prima edizione critica di Clément Marot, a un lungo lavoro di compilazione, di comparazione e di attribuzione delle poesie ancora in corso ai nostri giorni. Clément Marot già scriveva, nel prologo della sua edizione del 1533:

### Manoscritti
- Parigi, Biblioteca nazionale di Francia, ms. fr. 25458, manoscritto di Carlo d'Orléans, autografo (1458): Ballade des contradictions, Ballade franco-latine.
- Parigi, Bibliothèque Nationale, ms. fr. 1661, posteriore al 1464: Versione incompleta del Lais.
- Parigi, Bibliothèque Nationale, ms. fr. 20041, detto «manoscritto Coislin» dal nome di un precedente proprietario, posteriore al 1464: Versioni incomplete del Lais e del Testament, quattro poesie sparse.
- Parigi, Bibliothèque de l'Arsenal, ms. fr. 3523, fine del XV secolo: Versioni incomplete del Lais e del Testament, La ballade de Fortune.
- Berlino, Biblioteca di Stato, Gabinetto delle Stampe, ms. 78 B 17, detto «Canzoniere di Rohan», 1475 circa: tre poesie del Testament e due poesie sparse.
- Stoccolma, Biblioteca Reale, ms. V.u.22, detto «manoscritto Fauchet» dal nome di un precedente proprietario, posteriore al 1477: Versioni incomplete del Lais e del Testament, sei poesie sparse e cinque ballades en jargon.

### A stampa
- François Villon, Le grant testament villon et le petit. Son codicile. Le iargon et ses ballades, Pierre Levet, Parigi, 1489, presunta editio princeps: Versioni incomplete del Lais e del Testament, cinque poesie sparse e sei ballades en jargon;
- Antologia, Le Jardin de Plaisance et Fleur de rethoricque, Antoine Vérard, Parigi, 1501: Ballate del Testament e sei poesie sparse.

## Opere

### Lista cronologica delle opere di Villon
Questa lista vuol essere esaustiva; tuttavia, essa viene regolarmente messa in discussione, giacché l'attribuzione di questa o quella poesia viene messa in discussione o, al contrario, essa viene talvolta arricchita di «nuove» opere. Ciò nonostante, al momento essa sembra accettata dalla maggior parte degli specialisti di Villon.
Le opere sono qui presentate e datate secondo la cronologia stabilita da Gert Pinkernell. Alcune non sono datate con precisione, e quelle incluse da Villon nel Testament sono qui posizionate sotto quest'ultimo anche se possono essere anteriori. I titoli sono quelli attribuiti nelle Poésies complètes, curate e commentate da Claude Thiry per l'edizione Le Livre de Poche.
- Ballade des contre vérités (1455?–1456?, Parigi)
- Le Lais (Il piccolo testamento, 1457, Parigi)
- Épître à Marie d'Orléans, (inizio 1458, Blois)
- Double ballade (inizio 1458, Blois)
- Ballade des contradictions (inizio 1458, Blois)
- Ballade franco-latine (inizio 1458, Blois)
- Ballade des proverbes (ottobre-novembre 1458, Vendôme?)
- Ballade des Menus Propos (ottobre-novembre 1458, Vendôme?)
- Épître à ses amis (estate 1461, Meung-sur-Loire)
- Débat du cuer et du corps de Villon (estate 1461, Meung-sur-Loire)
- Ballade contre les ennemis de la France (fine 1461, Meung-sur-Loire)
- Requeste au prince (fine 1461, Meung-sur-Loire)
- Le Testament (Il grande testamento, 1461). Include:
  - Ballade des dames du temps jadis
  - Ballade des seigneurs du temps jadis
  - Ballade en vieux langage françois
  - Les regrets de la belle Heaulmiere
  - Ballade de la Belle Heaulmière aux filles de joie
  - Double ballade sur le mesme propos
  - Ballade pour prier Nostre Dame
  - Ballade à s'amie
  - Lay ou rondeau
  - Ballade pour Jean Cotart
  - Ballade pour Robert d'Estouteville
  - Ballade des langues ennuieuses
  - Les Contredits de Franc Gontier
  - Ballade des femmes de Paris
  - Ballade de la Grosse Margot
  - Belle leçon aux enfants perdus
  - Ballade de bonne doctrine
  - Rondeau ou bergeronnette
  - Épitaphe
  - Rondeau
  - Ballade de conclusion
- Ballade de bon conseil (1462, Parigi)
- Ballade de Fortune (1462, Parigi)
- Ballades en jargon (1462, Parigi)
- La ballata degli impiccati (L'épitaphe Villon fine 1462, Parigi)
- Quartina (fine 1462, Parigi)
- Louanges à la cour (gennaio 1463, Parigi)
- Question au clerc du guichet (gennaio 1463, Parigi)

### Temi
I temi più ricorrenti nelle poesie di Villon sono:
- il carpe diem;
- l'ubi sunt;
- il memento mori;
- la danza macabra (danse macabre).

### Le edizioni moderne di Villon
Villon ha fama di essere un autore impervio, per vari motivi. Il primo è la barriera della lingua: il francese medio non è agevole da comprendere per il lettore moderno, sia sul piano sintattico che lessicale. Tuttavia è da notare che le regole grammaticali del francese avevano già cominciato a stabilizzarsi nel XV secolo, escludendo progressivamente i residui più fuorvianti della lingua romanza, in particolare le declinazioni. Davanti a questa difficoltà, gli editori francesi scelgono talvolta di apporre, a fianco del testo originale, una trascrizione in francese moderno, talaltra di annotare il testo originale; questa ultima soluzione presenta la caratteristica di «costringere» il lettore a immergersi nella ricca e poetica lingua di Villon.
La seconda difficoltà risiede nella contestualizzazione: giacché personaggi e situazioni evocate sono spesso sconosciute al lettore moderno, la qualità delle note sarà determinante, sebbene gli specialisti di Villon non abbiano ancora svelato tutti i suoi misteri. Allo stato attuale delle conoscenze, non si può che rassegnarsi ad ammettere che alcuni rari aspetti dell'opera ancora ci sfuggono; per fortuna, queste lacune non impediscono di apprezzare le qualità comiche e l'inventiva della lingua di Villon.
- Poésies complètes, edizione presentata, stabilita e annotata da Pierre Michel, comprendente le prefazioni di Clément Marot e di Théophile Gautier, 1972, Le Livre de Poche, collana «Le livre de poche classique», ISBN 2-253-01670-5. Edizione completissima, eccellente per le sue note filologiche e per le sue note esplicative, alle quali sono riservate tutte le pagine dispari del libro.
- Jean Rychner e Albert Henry, Le Testament Villon, I, Texte, II, Commentaire, Ginevra, Droz, 1974; Le Lais villon et les poèmes variés, I, Texte, II, Commentaire, Ginevra, Droz, 1977; Index des mots. Index des noms propres. Index analytique., Ginevra, Droz, 1985. Si tratta dell'attuale edizione di riferimento. Si basa in gran parte sul manoscritto Coislin.[80]
- Poésies complètes, a cura di Claude Thiry, 1991, Le Livre de Poche, collana «Lettres gothiques», ISBN 2-253-05702-9. Questa edizione è basata sull'edizione Rychner-Henry, integrando gli apporti di Gert Pinkernell.[80]
- Ballades en jargon (y compris celles du ms de Stockholm), a cura di André Lanly, Parigi, Champion, 1971.
- Lais, Testament, Poésies diverses, cura e traduzione di Jean-Claude Mühlethaler, seguito da Ballades en jargon, cura e traduzione di Éric Hicks, edizione bilingue francese-francese medievale, Parigi, Champion, 2004.

### Edizioni italiane
- Opere, Prefazione di Mario Luzi, Introduzione di Emma Stojkovic Mazzariol, trad. con testo a fronte di Attilio Carminati ed E. S. Mazzariol, Collana I Meridiani, Milano, Mondadori, 1971; Nuova edizione rivista e accresciuta, I Meridiani, Mondadori, 2000.
- Poesie, Prefazione di Fabrizio De André, Traduzione, Introduzione e cura di Luigi De Nardis, Collana UEF.I Classici, Milano, Feltrinelli, 1996  [Neri Pozza, 1962; Feltrinelli, 1966].
- Il Testamento e la Ballata degli impiccati, traduzione di Rina Sara Virgillito, Milano, Rusconi, 1976.
- Lascito. Testamento e Poesie diverse, traduzione di Mariantonia Liborio, testo a fronte, Collana Classici, Milano, Rizzoli, 1990. - Milano, BUR, 2000.
- Ballate del tempo che se ne andò. Poesie scelte, a cura di Roberto Mussapi, Milano, il Saggiatore, 2008  [Nuages, 1995].
- Il testamento e altre poesie, traduzione di Antonio Garibaldi, A cura di Aurelio Principato, Collezione di poesia, Torino, Einaudi, 2015.
- Le lais ou le petit testament. Il Lascito o il Piccolo testamento, traduzione di G.A. Brunelli, illustrazioni di L. Cacucciolo, Schena Editrice, 2010.

### Studi critici
- André Burger, Lexique complet de la langue de Villon, Ginevra, Droz, 1974.
- Pierre Champion, François Villon. Sa vie et son temps, Parigi, Champion, 1913 (ristampa 1984).
- AA. VV., a cura di Jean Dérens, Jean Dufournet e M. Freeman, Villon hier et aujourd'hui. Actes du Colloque pour le cinq-centième anniversaire de l'impression du Testament de Villon, Parigi, Bibliothèque historique de la ville de Paris, 1993.
- Jean Dufournet
  - Recherches sur le Testament de François Villon, Parigi, 1971-1973, 2 vol.
  - Nouvelles recherches sur Villon., Parigi, 1980.
  - Dernières recherches sur Villon., Parigi, 2008.
- Jean Favier, François Villon, Parigi, Fayard, 1982.
- Gert Pinkernell
  - François Villon et Charles d'Orléans, d'après les Poésies diverses de Villon, Heidelberg, Universitätsverlag C. Winter, 1992.
  - François Villon: biographie critique et autres études, Heidelberg, Universitätsverlag C. Winter, 2002.
- François Villon: Ballades en argot homosexuel, a cura di Thierry Martin, Mille et une nuits, 1998 (edizione bilingue delle Ballades en jargon con glossario).
- François Villon: Poèmes homosexuels, a cura di Thierry Martin, Question de Genre/GKC, 2000.
- Italo Siciliano, François Villon et les thèmes poétiques du Moyen Âge, Parigi, Colin, 1934.
- Florence Richter, Ces fabuleux voyous. Crimes et procès de Villon, Sade, Verlaine, Genet, prefazione di François Ost, Parigi, Éditions Hermann, 2010.
- Martin Weiss, Polysémie et jeux de mots chez François Villon. Une analyse linguistique. Vienne, Autriche, 2014 (e-book).